# Dion DiMucci
Dion is de artiestennaam van Dion DiMucci (New York, 18 juli 1939), een Amerikaans zanger en componist die een nummer 1-hit had in 1961 met "Runaround Sue".

## Biografie
Dion werd geboren in de Bronx, een stadsdeel van New York. In zijn jeugd was hij lid van straatbendes in de Bronx. In 1957 nam hij zijn eerste plaat op, The Chosen Few, uitgebracht op Mohawk Records onder de naam "Dion and the Timberlanes". Dion zong de zangpartij apart in, en heeft The Timberlanes nooit ontmoet.  In 1958 vormde hij samen met drie vrienden uit de Bronx de doo-wopgroep Dion & the Belmonts. Ze hadden een hit met "I Wonder Why", hun eerste single op Laurie Records die in de zomer van 1958 het nummer 22 op de Billboard Hot 100 bereikte. Ze volgden met "No One Knows" (nr. 19) en "Don't Pity Me" (nr. 40). Hun grootste hit was "A Teenager In Love", dat de vijfde plaats in de Hot 100 bereikte. 
Ze traden op in American Bandstand en in 1959 namen ze deel aan de Winter Dance Party-toer, met onder meer Buddy Holly, Ritchie Valens en The Big Bopper. Toen Buddy Holly een vliegtuig charterde om vanuit Clear Lake (Iowa) naar een volgend optreden te vliegen, wees Dion een plaats in het vliegtuig af omdat hij de prijs van $36 te hoog vond. Het toestel stortte neer en de vier inzittenden - de piloot, Buddy Holly, Ritchie Valens en J.P. Richardson (alias The Big Bopper) - stierven in de crash. 
In 1960 gingen Dion and the Belmonts uit elkaar. Dion ging verder als solo-artiest. Hij liet de doo-wop achter zich en profileerde zich meer als een rock-'n-roll- en rhythm-and-blueszanger. Hij scoorde nieuwe hits in 1961 met "Lonely Teenager" en "Runaround Sue", dat hij samen met Ernie Maresca schreef. Laatstgenoemde single (Laurie Records 3110) bereikte de top van de Billboard Hot 100 in de week van 28 oktober 1961. Het bleef twee weken op nummer 1. Het werd onder meer gecoverd door Leif Garrett in 1977. Linda Laurie bracht in november 1961 een answer song uit, "Stay-at-home Sue".
"Runaround Sue" werd opgevolgd door de single The Wanderer (Laurie 3115), die de tweede plaats in de Hot 100 bereikte. Lovers Who Wander (Laurie 3123) bereikte de derde plaats in 1962.
In september 1962 ging Dion naar Columbia Records. Daar had hij een nieuwe hit met het Leiber & Stoller-nummer "Ruby Baby" (Billboard nr. 2). Hij was ook te zien in drie films: Ten Girls Ago, Teenage Millionaire en Twist Around the Clock. Maar door een groeiend drank- en drugsprobleem verdween hij midden jaren 1960 een poos van het toneel.
In 1969 vond hij zijn geloof in God terug en keerde terug naar Laurie Records, ditmaal als folkzanger met eigen materiaal en covers als "From Both Sides Now" en "Purple Haze". "Abraham, Martin & John" werd een top-5-hit in de Verenigde Staten.
Hij ging dan naar Warner Bros., waar hij vanaf 1970 vier albums uitbracht, waarop hij zich profileerde als klassieke singer-songwriter. De songs waren sober gearrangeerd en vaak was enkel Dion met zijn gitaar erop te horen. Commercieel waren deze albums geen groot succes.
In 1972 kwamen Dion en de Belmonts eenmalig opnieuw samen voor een reünie-concert in het New Yorkse Madison Square Garden.
In 1975 verscheen het studio-album Born to Be with You, in een productie van Phil Spector. In tegenstelling tot de vorige albums was dit overvloedig gearrangeerd. Het album zou uiteindelijk niet in de Verenigde Staten uitkomen, wel in Groot-Brittannië.
Op het einde van dat decennium werd Dion een born again Christian en wijdde zich aan de christelijke muziek, met albums als Only Jesus en I Put Away My Idols.
In 1989, het jaar dat hij in de  Rock and Roll Hall of Fame werd opgenomen bracht Dion een comeback-album uit, Yo Frankie, geproduceerd door Dave Edmunds op Arista Records. In hetzelfde jaar leverde hij ook een bijdrage aan New York van Lou Reed. Het jaar nadien vormde hij de band The Little Kings, waarmee hij aan de oostkust van de Verenigde Staten toerde.
Einde van de jaren 1990 bekeerde hij zich opnieuw tot het katholieke geloof. Hij bracht in 2000 het album Déjà Nu uit, met nieuwe songs opgenomen met dezelfde techniek als die uit de jaren 1950 en 1960. Deze "back to the roots"-trends kreeg een vervolg met drie traditionele bluesalbums: Bronx in Blue (2006), Son of Skip James (2007) en Tank Full of Blues (2012). Bronx in Blue werd genomineerd voor een Grammy Award in de categorie "Best Traditional Blues".

## Discografie

### Albums (selectie)
- Presenting Dion & the Belmonts (1959)
- Wish Upon a Star with Dion and the Belmonts (1960)
- Alone with Dion (1960)
- Runaround Sue (1961, USA nr. 11)
- Lovers Who Wander (1962, USA nr. 8)
- Love Came to Me (1964)
- Ruby Baby (1963, USA nr. 20)
- Donna the Prima Donna (1963)
- Together with the Belmonts (1964)
- Together Again (1967)
- Wonder Where I'm Bound (1968)
- Dion (1968)
- Sit Down Old Friend (1970)
- You're Not Alone (1971)
- Sanctuary (1971)
- Suite for Late Summer (1972)
- Reunion (1973)
- Born to Be with You (1975)
- Streetheart (1976)
- Return of the Wanderer (1978)
- Inside Job (1981)
- Only Jesus (1983)
- I Put Away My Idols (1984)
- Kingdon in the Streets (1985)
- Velvet and Steel (1986)
- Yo Frankie (1989)
- The Road I'm On (A Retrospective) (1997)
- Déjà Nu (2000)
- Dion'n'Little Kings Live in New York (2001)
- Under the Influence (2005)
- Bronx in Blue (2006)
- Son of Skip James (2007)
- Heroes: Giants of Early Guitar Rock (2008)
- Tank Full of Blues (2012)
- Blues with Friends (2020)
- Stomping Ground (2021)

### Singles (selectie)
- "I Wonder Why" (1958, USA Nr. 22)
- "A Teenager in Love" (1959, USA Nr. 5, UK Nr. 28)
- "Where or When" (1960, USA Nr. 3)
- "Lonely Teenager" (1960, USA Nr. 12, UK Nr. 47)
- "Runaround Sue" (1961, USA Nr. 1, UK Nr. 11)
- "The Wanderer" (1961, USA Nr. 2, UK Nr. 10) (wordt gebruikt voor de trailer van de game Fallout 4)
- "Lovers Who Wander" (1962, USA Nr. 3)
- "Little Diane" (1962, USA Nr. 8)
- "Love Came to Me" (1962, USA Nr. 10)
- "Ruby Baby" (1963, USA Nr. 2)
- "Donna the Primadonna" (1963, USA Nr. 6)
- "Drip Drop" (1963, USA Nr. 6)
- "Abraham, Martin and John" (1968, USA Nr. 4)

## Onderscheidingen
Dion werd in 1989 opgenomen in de Rock and Roll Hall of Fame, en  in 2001 in de Independent Music Hall of Fame.